# Deutschritter-Kreuz

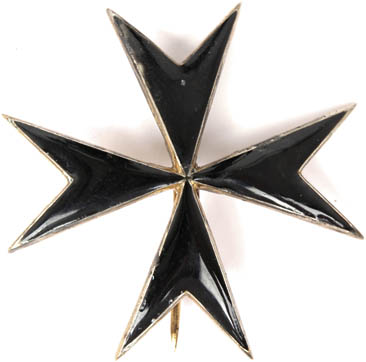
Das Deutschritter-Kreuz (Randowkreuz)

Deutschritter-Großkreuz

Das Deutschritter-Kreuz (auch Randowkreuz genannt) wurde am 12. April 1919 von Hauptmann Alfred von Randow gestiftet, der nach dem Ersten Weltkrieg im Baltikum ein Freikorps – das Detachement von Randow – führte. Als Auszeichnung eines Freikorps gehört das Deutschritter-Kreuz zu den nichtstaatlichen, privaten Auszeichnungen. Hauptmann von Randow selbst sagte darüber: „Mein Gedanke war, durch derlei Erinnerungszeichen für spätere Zeiten einen gewissen kameradschaftlichen Zusammenhalt der Angehörigen des Detachements zu erzielen“. 
Das vierarmige, achtspitzige Malteserkreuz, das als Steckkreuz getragen wurde, ist auf der gesamten Oberfläche schwarz emailliert und hat einen silberfarbenen schmalen Rand. In seiner einfachen Ausführung erhielten es alle, die vier Monate im Detachement gedient hatten. Das gleiche Kreuz auf einem silbernen Stern wurde für sechsmonatigen Dienst verliehen. 
Im Mai 1919 kam noch ein Großkreuz hinzu, das jedoch nie allein verliehen wurde, sowie ein Kreuz zweiter Klasse. Das Großkreuz mit Stern wurde nur von Alfred von Randow selbst getragen.
Sämtliche Entwürfe der Auszeichnungen stammten von Hauptmann von Randow. Produziert wurden sie bei der Firma Paul Meybauer (Berlin). Die zugehörigen Besitzzeugnisse wurden von Alfred von Randow selbst unterzeichnet und mit dem Dienstsiegel des Detachements versehen.